# Голод

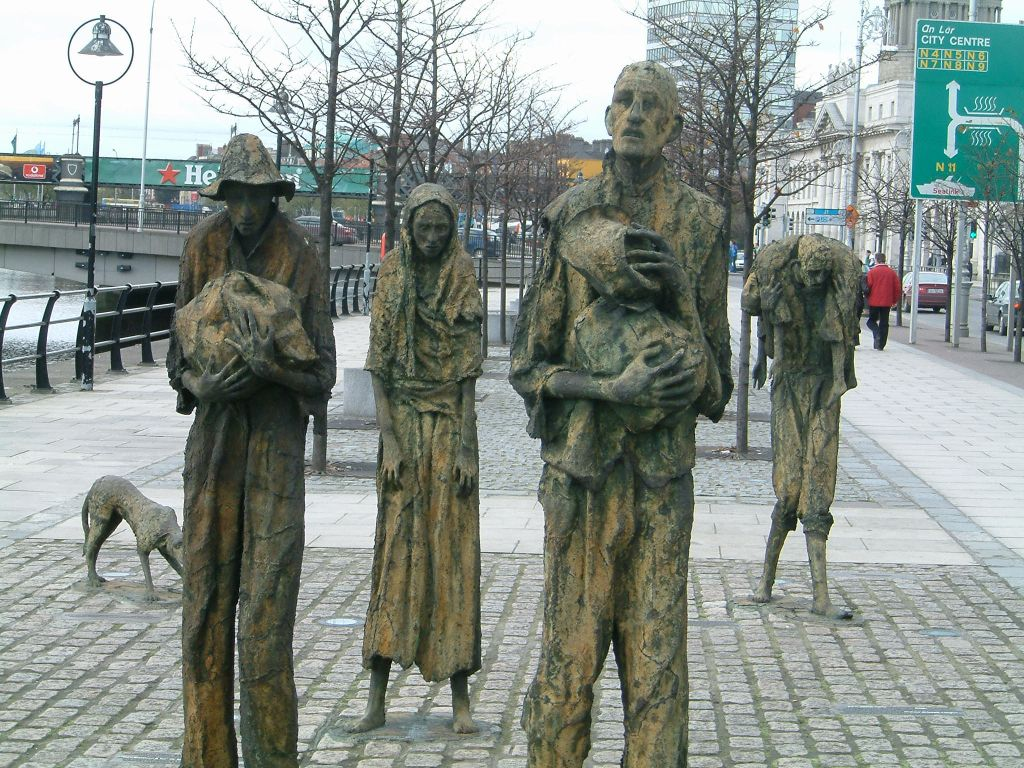
Пам'ятник у Дубліні, про пам'ять великого голоду в Ірландії 1845 — 1849 роках

Голод, заст. алчба — стан людини, у якому їй бракує їжі для здорового життя. Голод пов'язаний з умовами життя людини. В сучасному світі, де людина отримує засоби існування від суспільства, голод — переважно суспільне явище і проблема. В сучасному глобальному суспільстві 862 млн людей страждають від голоду або недоїдання.
Голод звичайно пояснюють нестачею джерел харчування, багато західних благодійних організацій, такі як Міжнародний Червоний Хрест, допомагають голодуючим і пропонують зайнятися виробництвом продуктів харчування, а не політикою. Інша теорія виникнення голоду стверджує, що він виникає тоді, коли одна суспільна група втрачає можливість обмінювати свою працю чи майно на їжу.

## Історія голоду

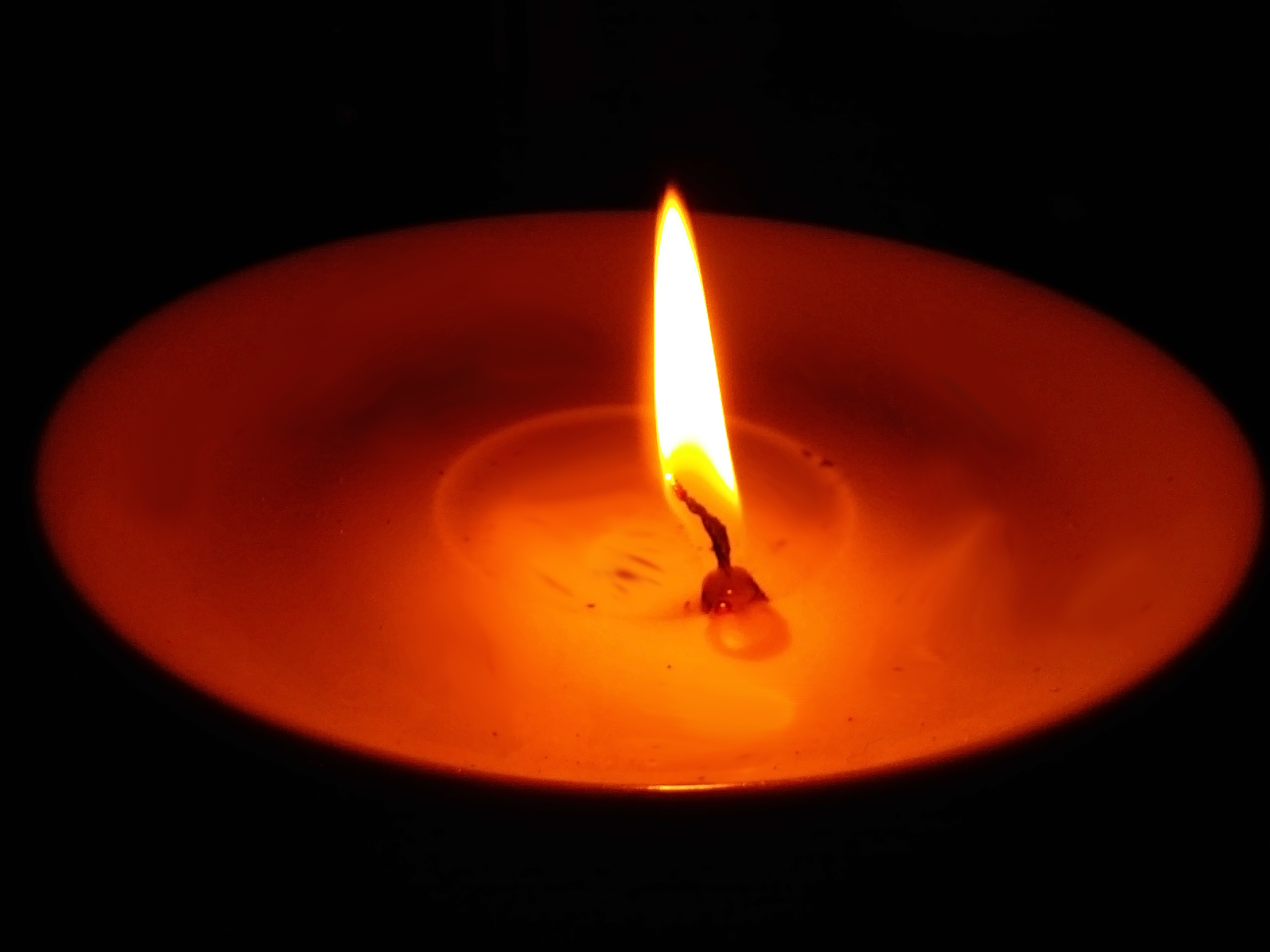
«Запали свічку 2015» - Зупини голод в своїй сторонці!
Пошана для тих хто пішов під час Голодоморів 1932-1933

У Західній Європі явища масового голоду, викликані неврожаєм і війнами відомі з найдавніших часів і до середини XIX ст. На землях Русі (Русь, Велике князівство литовське, Річ Посполита, Російська імперія, СРСР) явища голоду, пов'язані з неврожаєм і війнами також відомі з найдавніших часів, згадки про них зустрічаються ще в літописах. На землях України в 1830-х роках був голод. Відомі цукрозаводчики брати Яхненки і Симиренки за свій кошт годували кілька тисяч бідних селян. Останні явища масового голоду на землях сучасної України — голодомори 1921–1923 , 1932–1933 і 1946-1947 років, здійснені авторитарним більшовицьким режимом як акт геноциду українського народу.

## Дія голоду на фізіологію і поведінку

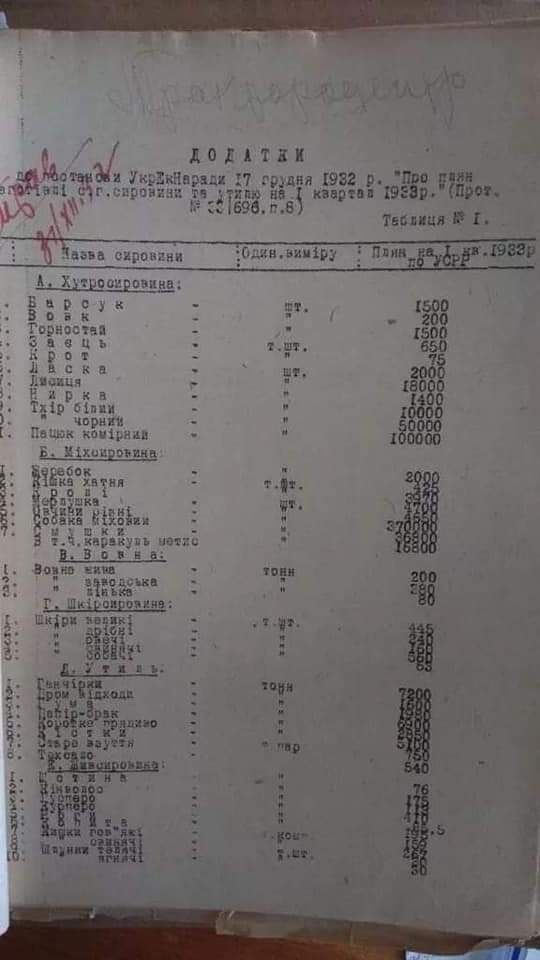
Додаток до постанови "Про план заготівлі сісьськогосподарської сировини та утилю на І квартал 1933 року". Радянська влада вимагала заготувати 100 тисяч пацюків, 425 тисяч хатніх кішок, 370 тисяч собак міхових (і ще 63 тисячі шкір собачих) забираючи можливість вижити навіть у такий нелюдський спосіб

Відчуття голоду спричинює відхилення рівня гормонів лептину та ґреліну. У процесі споживання їжі накопичуються адипоцити (жирові клітини), які сприяють вивільненню лептину в організмі, що зменшує відчуття голоду. При тривалому голодуванні меншає лептину, вивільняється ґрелін, вторинний гормон, що знову посилює відчуття голоду. Збільшення ґреліну в організмі може посилити бажання їсти, спричинене виглядом їжі, тоді як стрес може теж діяти на вироблення гормона.
За підрахунками фахівців, денна норма харчування людини має становити 2400-2500 ккал, що залежить від статі, віку, природно-кліматичних умов, виду роботи та інших чинників. Голодування, недоїдання, настає тоді, коли цей показник опускається нижче 1800 ккал. Критичною позначкою вважається 1000 ккал у день. Коли організм отримує впродовж тривалого часу менше тисячі кілокалорій, тоді настає фізична деградація. Після припинення споживання їжі організм починає пристосовуватися до умов для виживання. Відбувається струс імунітету. Якщо більше трьох діб не поступають  глюкоза, вітаміни, вуглеводи, білки, починаються ознаки ацидозу, підвищується кислотність, густим нальотом сіруватого кольору покривається язик, а в крові різко збільшується кількість сечової кислоти. На восьму - десяту добу голодування з'являються нудота, запаморочення, блювота. Десь по десяти днях виникає почуття бадьорости та легкости, пропадає відчуття голоду. Організм входить до найнебезпечнішої фази. Після 21-го дня голодування відбуваються незворотні зміни, коли вичерпуються всі запаси й організм починає виробляти глюкозу з усього, що ще є в наявності, яка потрібна для роботи мозку. Переробляються запаси вуглеводів з м'язів і печінки, що призводить до різкої втрати всього запасу вітамінів, утворення каменів у нирках, гормональних збоїв у жінок, психічних порушень. При повному голодуванні з уживанням води впродовж 30-50 днів втрачається 15-25% маси тіла та настають незворотні патологічні зміни в організмі людини. Найпоширенішою клінічною формою голодної хвороби є опухання при сильному схудненні. Зовсім зникають підшкірний тлущ й інші жирові відкладення тіла, м'язи атрофуються. Настає загальна слабість, адинамія, навіть незначні рухи спричиняють велику втому, що закінчується байдужністю до всього, що відбувається навколо. Беззвучний голос, старече посвітління очей та дочасна поява старечих ознак, сліпота й глухота, недокрів'я, атрофія внутрішніх органів, відмова роботи залоз внутрішньої секреції, що забезпечують травлення. Усе це супроводжується нестерпним фізичним болем - від шлунка до инчих органів та частин тіла, підсилюючись нудотою. На тлі втрати імунітету підвищується рівень інфекційних захворювань, відбуваються психічні деформації, пов'язані з інстинктом самозбереження .
Фізична втома та виснаження тих, хто був позбавлений харчування під час геноциду, спричинювали дражливість, злість, агресію та ненависть, які мали такі соціальні наслідки: бродяжництво, втечі з сім'ї, підкидання дітей, самогубства та численні злочини, особливо серед неповнолітніх, які часто були безпричинно жорстокими. У багатьох притуплялися материнські та репродуктивні почуття. Потреба у їжі витісняла всі інші, що частенько закінчувалося втратою відчуття зовнішньої небезпеки та зниженням порога ризику . У жертв голоду виявлялася схильність до марень наяву. Вже на ранніх стадіях голодування увага втрачає свою стійкість, а в мисленні порушується послідовність. Міміка поступово згасає, і обличчя людини набуває скам'янілого вигляду. Зникає гидливість, і деформуються смакові рецептори, коли люди починають споживати нудотні речі, не демонструючи відрази. Втрачається морально-емоційний зв'язок з рідними, що спричинює вбивство дітей, канібалізм. У тих, які вижили по голодоморах в Україні, психічні зрушення проявилися у майбутньому.
Безконтрольне відновлення споживання їжі після тривалого голодування може призвести до появи синдрому відгодовування і смерті.